# Port José Banús

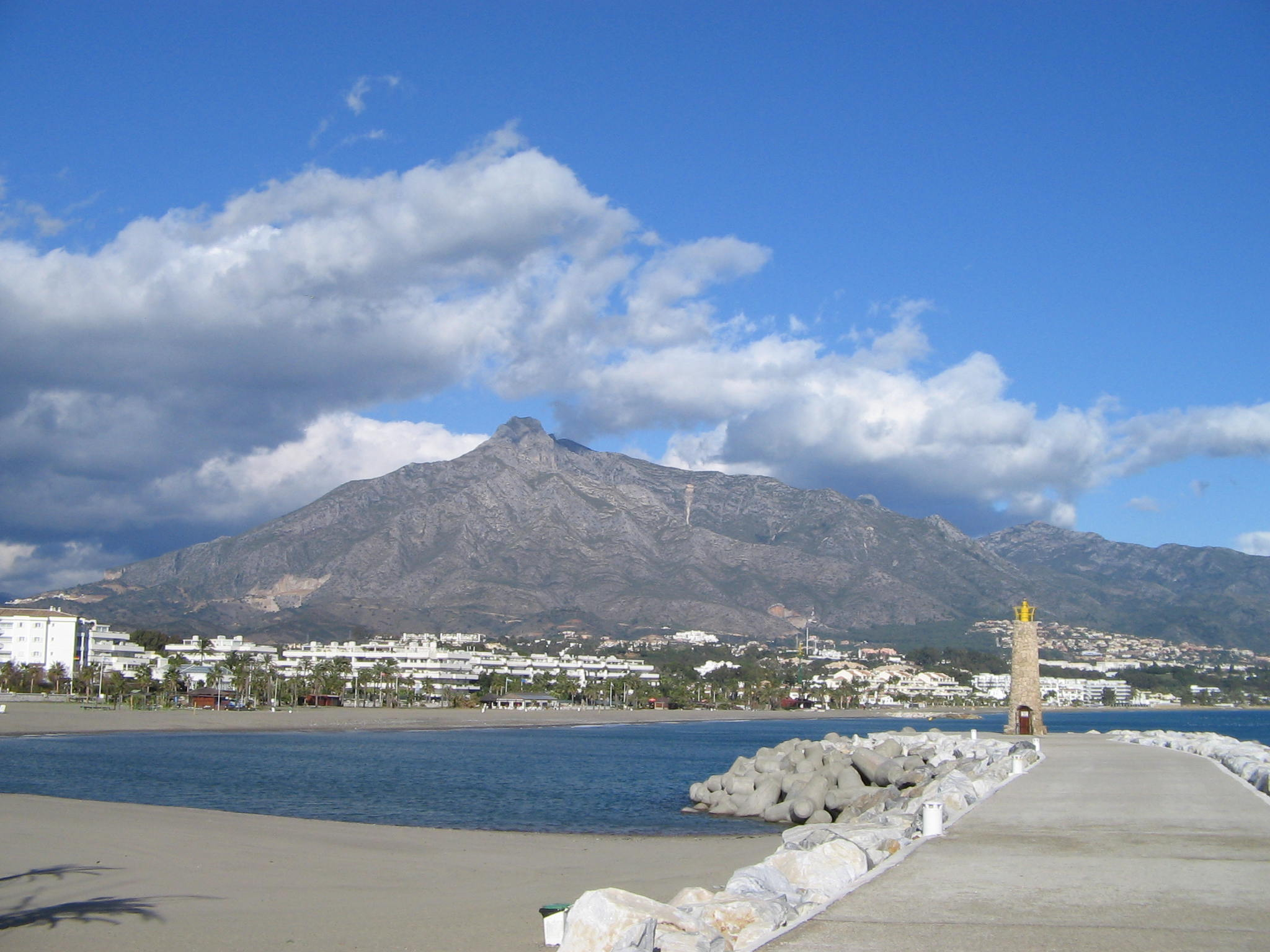
Puerto José Banús.

Port José Banús és un port esportiu de gran luxe, situat en la zona denominada Nova Andalusia, a l'oest de Marbella,a la vora d'un altre nucli de població de Marbella denominat San Pedro de Alcántara.
Aquest enclavament turístic s'ha convertit, des que va ser concebut fa 40 anys, en el més gran centre d'entreteniment de la Costa del Sol tenint fama internacional, a més a més comparteix similituds amb l'estil de vida de ciutats com Miami o Montecarlo.
La seva excepcional localització geogràfica i la visita de nombrosos personatges populars la converteixen en un atractiu destí estiuenc, especialment nocturn, destacant per les seves discoteques, pubs i bars.
José Banús va ser el promotor més important de complexos de turisme residencial de la Costa del Sol. Amic íntim de Francisco Franco va ser anomenat «el constructor del Règim». A més a més, part de la mà d'obra usada per a la construcció del port, sobretot per als dics, van ser presos republicans de la dictadura.
Passejant pels seus carrers es poden veure a qualsevol hora del dia els més luxosos esportius i variats Rolls Royce, i al port tampoc canvia la cosa, ja que estan atracats alguns dels iots més moderns i cars del món.